# Led Zeppelin North American Tour Autumn 1969
Led Zeppelin North American Tour Autumn 1969 var en konsertturné med det brittiska hårdrocksbandet Led Zeppelin i USA och Kanada 17 oktober - 8 november 1969. Under turnén släppte gruppen sin andra skiva, II.

## Låtlista
Led Zeppelins repertoar under denna turné var låtar från debutalbumet Led Zeppelin och från II. En trolig låtlista med viss variation är följande:
1. "Good Times Bad Times" (Bonham, Jones, Page)
2. "Communication Breakdown" (Bonham, Jones, Page)
3. "I Can't Quit You Baby" (Dixon)
4. "Heartbreaker" (Bonham, Page, Plant)
5. "Dazed and Confused" (Page)
6. "White Summer"/"Black Mountain Side" (Page)
7. "What Is and What Should Never Be" (Page, Plant) eller "Babe I'm Gonna Leave You" (Page, Plant, Bredon)
8. "Moby Dick" (Bonham)
9. "How Many More Times" (Bonham, Jones, Page)

## Turnédatum
- 17/10/1969:  Carnegie Hall - New York
- 18/10/1969:  Detroit Olympia - Detroit
- 19/10/1969:  Kinetic Playground - Chicago (två spelningar)
- 24/10/1969:  Public Hall - Cleveland
- 25/10/1969:  Boston Garden - Boston
- 30/10/1969:  Kleinhans Music Hall - Buffalo
- 31/10/1969:  Gansett Tribal Rock Festival - Rhode Island Auditorium - Providence
- 01/11/1969:  Onondaga Veterans Auditorium - Syracuse
- 02/11/1969:  O'Keefe Centre - Toronto (två spelningar)
- 04/11/1969:  Memorial Auditorium - Kitchener
- 05/11/1969:  Memorial Hall - Kansas City (Kansas)
- 06/11/1969:  Winterland Ballroom, San Francisco
- 07/11/1969:  Winterland Ballroom, San Francisco
- 08/11/1969:  Winterland Ballroom, San Francisco